# Epitácio Pessoa
Epitácio Lindolfo da Silva Pessoa (1865. május 23. ‑ 1942. február 13.) brazil politikus, elnök.

## Élete

### Ifjúkora
Pessoa 1865-ben született Brazília Paraiba nevezetű államában. Korán árvaságra jutott. Csupán hétéves volt, amikor szüleit himlőben elvesztette. Ezt követően nagybátyja, Henrique de Lucena nevelte. Nagybátyja később Pernambuco város polgármestere lett, azonban ez sem javított jelentősebb mértékben életszínvonalukon. Pessoa minden erőfeszítésével tanult, ugyanis csupán az oktatás által remélt kiemelkedést sanyarú helyzetéből. Kitartó szorgalmának hála, felvették az egyetemre és sikeresen letette a jogi diplomát. Gyakorlatai elvégzése után a Pernambucoi Egyetem jogi tanszékének professzora lett. Ekkor nyílt meg útja Rio de Janeiro, az ország fővárosa és a karrier felé.

### Pályafutása
Venâncio Neiva Paraiba állam kormányzója ekkoriban hívta meg, hogy legyen Brazília kormányának főtitkára. Ezen megtiszteltetést valószínűleg magas szintű jogi képzettségének és rutinjának köszönhette. A nemzetgyűlés tagjává választották. Egy 1894-es beszédében hosszasan taglalta a köztársasági elnök feladatait és felelősségét. Ezt követően megromlott a kapcsolata Floriano Peixoto elnökkel és rövid időn belül a politikai pályával is felhagyott. A századforduló környékén feleségül vette Maria da Conceição Manso Saião-t, majd Európába távozott.
Hazatérése után Campos Sales kormányában mint igazságügyi miniszter tevékenykedett. Később több miniszteri címben is szolgált (közlekedésügyi miniszter, állami főügyész). 1919-ben Brazília elnökévé választották. Elnöksége alatt az északi országrészben több mint 200 gát épült, ő állíttatta fel Brazília első rádióállomását, és az ő hivatali ideje alatt ünnepelték először a brazil nemzeti függetlenség napját. Továbbá 1000 kilométernél is több vasút épült ki a déli országrészben.
A Párizs környéki békeszerződéseken Brazíliát a Pessoa vezette küldöttség képviselte.

### További élete
Politikai élettől való visszavonulása után Parkinson-kórt diagnosztizáltak nála, s 1942-ben Rioban elhunyt.

### Kritikák
Hibái között tartják számon, hogy kisebb rasszista érzelmekkel rendelkezett, például az 1921-es futball Amerika Kupára nem engedett el egyetlen fekete bőrű játékost sem.

## Fordítás
- Ez a szócikk részben vagy egészben  az   Epitácio Pessoa című angol Wikipédia-szócikk fordításán alapul.  Az eredeti cikk szerkesztőit annak laptörténete sorolja fel. Ez a jelzés csupán a megfogalmazás eredetét és a szerzői jogokat jelzi, nem szolgál a cikkben szereplő információk forrásmegjelöléseként.